# Diocesi di Ardamerio
La diocesi di Ardamerio (in latino Dioecesis Ardameriensis) è una sede soppressa e sede titolare della Chiesa cattolica.

## Storia
Ardamerio, identificabile con Ardameri nel comune di Langadas in Grecia, è un'antica sede vescovile greca della provincia romana di Macedonia nella diocesi civile omonima, suffraganea dell'arcidiocesi di Tessalonica.
La diocesi è documentata nelle Notitiae Episcopatuum del patriarcato di Costantinopoli dal X al XV secolo con il doppio nome di "Ardamerio o Herculia". Le Quien assegna a questa sede un solo vescovo Melezio, che prese parte al sinodo patriarcale del 1638. Un sigillo vescovile, datato al X secolo, ha restituito il nome del vescovo Elia. Un altro vescovo è documentato nel X secolo, Giovanni, che il 2 agosto 943 sottoscrisse l'atto con cui venivano definiti i confini tra Ierissos e il monte Athos.
La diocesi della Chiesa di Grecia è esistita fino alla prima metà del XX secolo; nel 1936 fu soppressa e il suo territorio unito a quello di Gerisso, metropolia che assunse contestualmente il nome di "Metropolia di Gerisso, Santa Montagna e Ardamerio" (Μητρόπολις Ιερισσού, Αγίου Όρους και Αρδαμερίου).
Dal 1933 Ardamerio è annoverata tra le sedi vescovili titolari della Chiesa cattolica; la sede finora non è mai stata assegnata.

## Cronotassi dei vescovi greci
- Elia † (X secolo)[6]
- Giovanni † (menzionato nel 943)
- Melezio † (menzionato nel 1638)